# Electrorroto acustizado 2.1
Electrorroto acustizado 2.1 es un álbum en vivo de la banda de rock de Argentina, Carajo. El mismo consta de versiones alternativas de canciones pertenecientes a sus dos discos anteriores. 
Este disco surge tras un accidente que tiene Andrés Vilanova, baterista de la banda, en el cual se quiebra un brazo. Entonces el grupo decide transformar al trío en banda multitudinaria acompañados por teclados, percusión, vientos y coros. Ensayaron durante dos meses e hicieron nuevas versiones de sus propios temas abarcando estilos como el reggae, folclore, rock and roll, hip hop y bossa nova. decide hacer nuevas versiones de sus canciones, que incluyen elementos de otros géneros como electrónica y reggae.
El corte de difusión de este disco fue la versión electrorroto de "Triste".

## Canciones
1. El Error
2. Salvaje
3. La Fuerza Original
4. Algo En Que Creer
5. Ironía
6. El Llanto Espiritual
7. Cómo Debería Ser
8. Atrapasueños
9. De Frente Al Mar
10. Triste
11. No Tan Distintos
12. El Vago
13. ¿Qué Tienes Para Dar?

- Datos: Q5798009